# Hunminjeongeum

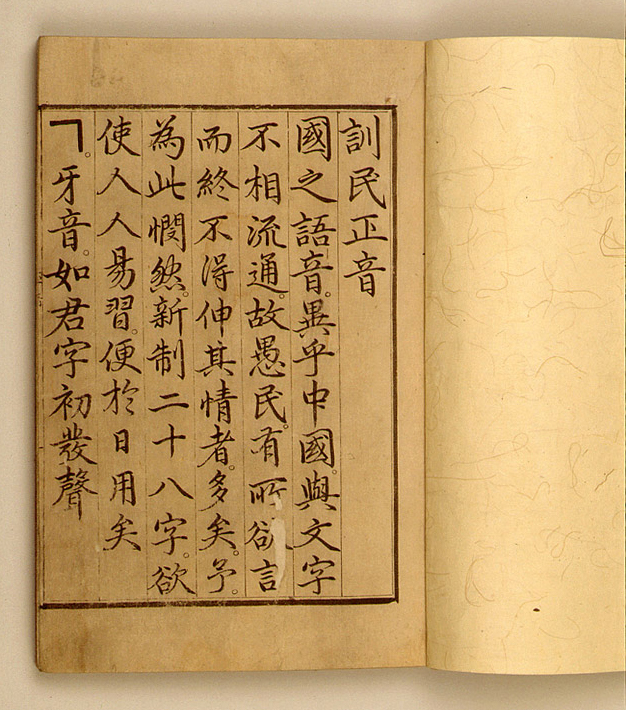
Hunminjeongeum
Hangul - 훈민정음 / 훈민져ᇰᅙᅳᆷ
Hanja - 訓民正音

Hunminjeongeum (que significa Los sonidos correctos para la instrucción del pueblo) es un documento que describe el Hangul, un sistema de escritura totalmente nuevo (lengua aislada y fonética) y nativo para el idioma coreano. Fue escrito en 1443 por el Salón de Notables, que fueron estudiosos elegidos por Sejong el Grande. Hangul se convirtió en la escritura nativa de Corea, en sustitución del Hanja, un sinograma que había sido adaptado para el idioma Coreano. Más tarde se complementa con un documento más extenso llamado Hunminjeongeum Haerye.
Hangul es famoso por su fácil aprendizaje. En comparación con los muchos años que se tarda en aprender Hanja. El Hangul es fácil de identificar porque utiliza un círculo (ㅇ y ㅎ), que no se utiliza en hanja. El diseño de los círculos y ciertas otras letras Hangul, fueron inspiradas en el Taegeuk.
El guion fue nombrado inicialmente después de la publicación, pero más tarde llegó a ser conocido como "Hangul", significando "Gran Guión". En Corea del Norte, es conocido como Chosongul que significa "Nuestras Cartas". En Corea del Sur, "Día Hangul" se celebra el 9 de octubre. En Corea del Norte, "Día Chosongul" se celebra el 15 de enero.
|                                  |
| Explicación de las cartas Hangul |

|            |
| Día Hangul |

| |
| 2 de los 9 patrones de apilamiento, la vinculación de una consonante y una vocal. El patrón de apilamiento se decide por si la vocal es "horizontal" o "vertical". |